# Dödens Evangelium
Dödens Evangelium är ett musikalbum med Ondskapt, utgivet 2005. Albumet spelades in i Necromorbus studio januari 2004.

## Låtlista
1. Djävulens Ande
2. Feeding the Flames
3. Revelations of Another Time
4. Lord of All Unclean Spirits
5. Akilkarsa
6. I Kristi Skugga
7. Fienden Hungrar
8. Interlude
9. The Fires of Hell
10. Blessed by Demoniac Wrath
11. Beast of Death
12. Witch

## Musiker
1. Acerbus - Sång, gitarr
2. Wredhe - Sång, gitarr
3. S.B. - Bas
4. M. Hinze - Trummor